# Maison au 3, rue de la Poste à Bouxwiller
La maison au 3, rue de la Poste est un monument historique situé à Bouxwiller, dans le département français du Bas-Rhin.

## Localisation
Ce bâtiment est situé au 3, rue de la Poste à Bouxwiller.

## Historique
L'édifice faisait l'objet d'une inscription au titre des monuments historiques depuis 1930 jusqu'à son abrogation en 2015.